# Scopula grandicularia
Scopula grandicularia är en fjärilsart som beskrevs av Swinhoe 1886. Scopula grandicularia ingår i släktet Scopula och familjen mätare. Inga underarter finns listade.